# UH-60J (航空機)
UH-60J ブラックホーク
航空自衛隊のUH-60J
- 用途：　
  - 60J: 捜索救難
  - 60JA: 多用途 (軽輸送, 連絡, 観測など)
- 分類：中型ヘリコプター
- 製造者：三菱重工業（ライセンス生産）
- 運用者： 日本（自衛隊）
- 生産数：113機
- 運用状況：現役
- 原型機：UH-60 ブラックホーク

この項目ではUH-60 ブラックホークヘリコプターの日本向け仕様であり、航空自衛隊に配備されているUH-60Jと陸上自衛隊向けのUH-60JAについて述べる。

## 概要
UH-60Jは、アメリカ合衆国のシコルスキー・エアクラフトが開発したUH-60 ブラックホークを日本が救難目的に独自改良した救難ヘリコプター。三菱重工業がライセンス生産を行っている。隊員からはロクマルという通称で呼ばれている。UH-60JAは、陸上自衛隊向けの多用途ヘリコプターであり、UH-60Jと同様に三菱重工業がライセンス生産している。
| 型式名   | 運用者     | 用途     | 運用開始年 | ベース機        | 備考                           |
| -------- | ---------- | -------- | ---------- | --------------- | ------------------------------ |
| UH-60J   | 航空自衛隊 | 捜索救難 | 1991年     | UH-60A/S-70A-12 | 後期生産機は空中給油プローブ有 |
| UH-60J   | 海上自衛隊 | 捜索救難 | 1991年     | UH-60A/S-70A-12 | 2024年運用終了                 |
| UH-60JA  | 陸上自衛隊 | 汎用     | 1998年     | UH-60L          |                                |
| UH-60JII | 航空自衛隊 | 捜索救難 | 2016年     | UH-60J          | UH-60Jの改良型                 |

## UH-60J 救難ヘリコプター

### 航空自衛隊
航空自衛隊向けの機体は、1988年（昭和63年）度予算から調達を開始し2021年（令和3年）度予算までに67機の予算を計上している。2025年（令和7年）3月末時点の航空自衛隊の保有数は37機。
航空自衛隊では、1985年（昭和60年）3月14日、救難隊のKV-107の後継となる新救難救助機の運用要求書および要求性能書を決定し、1986年（昭和61年）8月にUH-60Jの採用を決定した。これはUH-60Aをベースとすることになっていたが、当時はアメリカ空軍でもHH-60G ペイブホークの試作機が完成していたのみで、UH-60シリーズの全天候型救難ヘリコプターの実用機は存在しなかったことから、システム開発には試行錯誤を繰り返すことも多かった。航空救難団司令部防衛部にUH-60J準備室が設置されて開発に当たっており、航空自衛隊からの要望事項の多さに不満を表明したメーカー側に対して、空自の救難機運用の厳しさの一端を体験してもらうため、メーカーのテストパイロットを同乗させて剱岳山頂へのアプローチを体験させたこともあるとされる。
初号機の機体は1990年（平成2年）12月7日にシコルスキーから納入されたのち、航空自衛隊や三菱重工業による検査や評価を受けて、1991年（平成3年）2月28日に納入された。ミッションシステムは、HH-60Gの前に試作されていたHH-60Aをベースに改良し、機首に熱線映像装置（FLIR）や航法気象レーダー、機体両側面に捜索用バブルウインドウ（半球状に膨らんだ形の窓）や大型の増槽を装備している。航空自衛隊側が作成した研究開発報告書の別紙に盛り込まれた改修点は約360項目に及んでおり、1991年（平成3年）に初号機が部隊配備されるまでに反映できたのは10ー20か所程度に留まったが、それ以外の点も配備後に順次に改修されていった。2005年（平成17年）に配備された579号機以降はSP（Self Protection）仕様とされており、乗員が暗視装置（NVG）を装着した場合に対応してコクピットパネルの輝度調整が可能になったが、これも最初期から要望されていた事項であった。またSP仕様機ではチャフ/フレア・ディスペンサーやミサイル警報装置（MWS）も装備されているほか、2009年（平成21年）に配備された588号機からは空中給油用の受油プローブが装備されている。また、自衛用の5.56mm機関銃MINIMIの装備も開始されている。なお長らく救難隊用に白と黄色の塗装であったが、2005年（平成17年）生産分からダークブルーの洋上迷彩塗装に切り替えられ、既存の機体も順次変更されている。
2011年（平成23年）度予算から航空自衛隊のUH-60J後継機の調達が予定されていたため、提案要求書に基づき川崎重工業、三菱重工業、ユーロコプタージャパンが提案書を提出した。2010年（平成22年）11月5日、防衛省は、三菱重工のUH-60Jの能力向上型「UH-60J(近代化)」を選定したと発表した。費用は約40機分の機体と20年間の維持経費などで約1,900億円としている。
2016年（平成28年）から配備が開始された593号機以降は同仕様に切り替わっており、部内では非公式にUH-60JIIと通称される。UH-60Jからの主な改修点は、エンジンのT700-IHI-701Dへの換装とHIRSS（Hover Infrared Suppressor Subsystem：赤外線排出抑制装置）の装備、ホイストのデュアル化、MWSのAN/AAR-60(V)への変更、FLIRの小型化されたTalonへの変更、ワイヤーカッターの装備である。特に赤外線排出抑制装置の装備は、上記の別紙で既に提起されていた事項であった。
配備部隊
- 教育部隊
  - 救難教育隊

- 実戦部隊
  - 千歳救難隊
  - 秋田救難隊
  - 松島救難隊
  - 百里救難隊
  - 新潟救難隊
  - 小松救難隊
  - 浜松救難隊
  - 芦屋救難隊
  - 新田原救難隊
  - 那覇救難隊

### 海上自衛隊

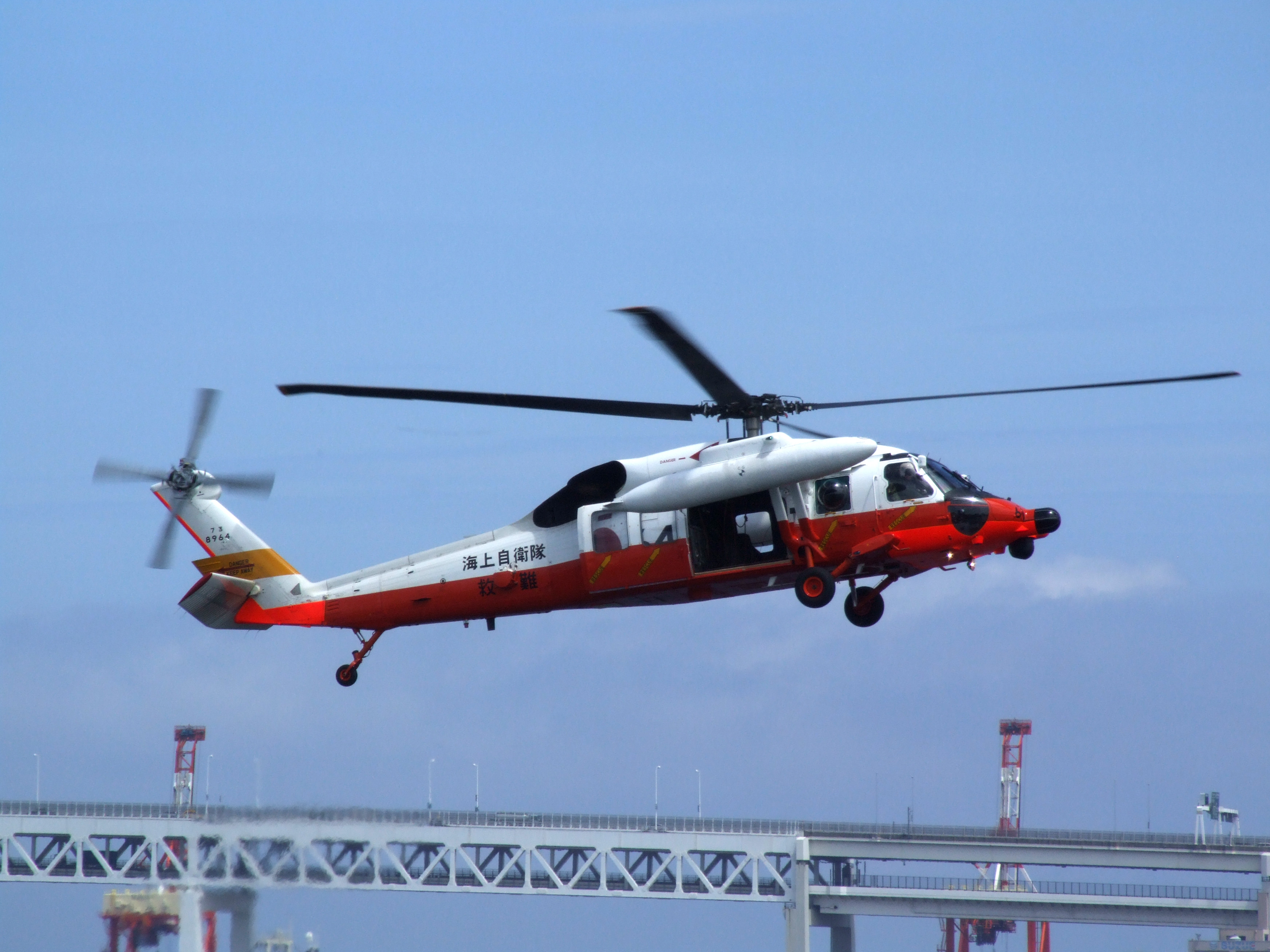
海上自衛隊のUH-60J

海上自衛隊向けの機体は、1989年（平成元年）度予算から調達を開始し2001年（平成13年）度予算までに19機の予算を計上した。2019年（平成31年）3月末時点の海上自衛隊の保有数は12機。最終的には硫黄島航空分遣隊の3機になる見込みである。
S-61AHの後継として導入。航空自衛隊の機体とほぼ同じだが、海上自衛隊独自の装備があるために全備重量が若干増えているほか、増槽のパイロンがHH-60用の物に変更されている。主に救難機として利用されるため塗装は白とレッドオレンジである。
海上自衛隊ではUH-60Jのほか、哨戒ヘリコプターとしてSH-60Jも103機採用し、同機の後継としてSH-60Kを導入中である。なお、2020年（令和2年）度予算でSH-60K 2機、2021年（令和3年）度予算で1機、2022年（令和4年）度予算で2機を救難仕様に改修する予算を計上しており、2023年（令和5年）11月、SH-60K（救難仕様）が第21航空群第21航空隊に配備された。
2022年（令和4年）2月14日、館山航空基地所在の第21航空群第21航空隊および大村航空基地所在の第22航空群第22航空隊が保有するUH-60Jが除籍。2023年（令和5年）1月16日、第22航空群が保有していた最後のUH-60Jが除籍。2024年（令和6年）12月6日、第21航空隊硫黄島航空分遣隊所属の8979号機が除籍され、海上自衛隊での当機の運用を終了した。

## UH-60JA 多用途ヘリコプター

### 陸上自衛隊

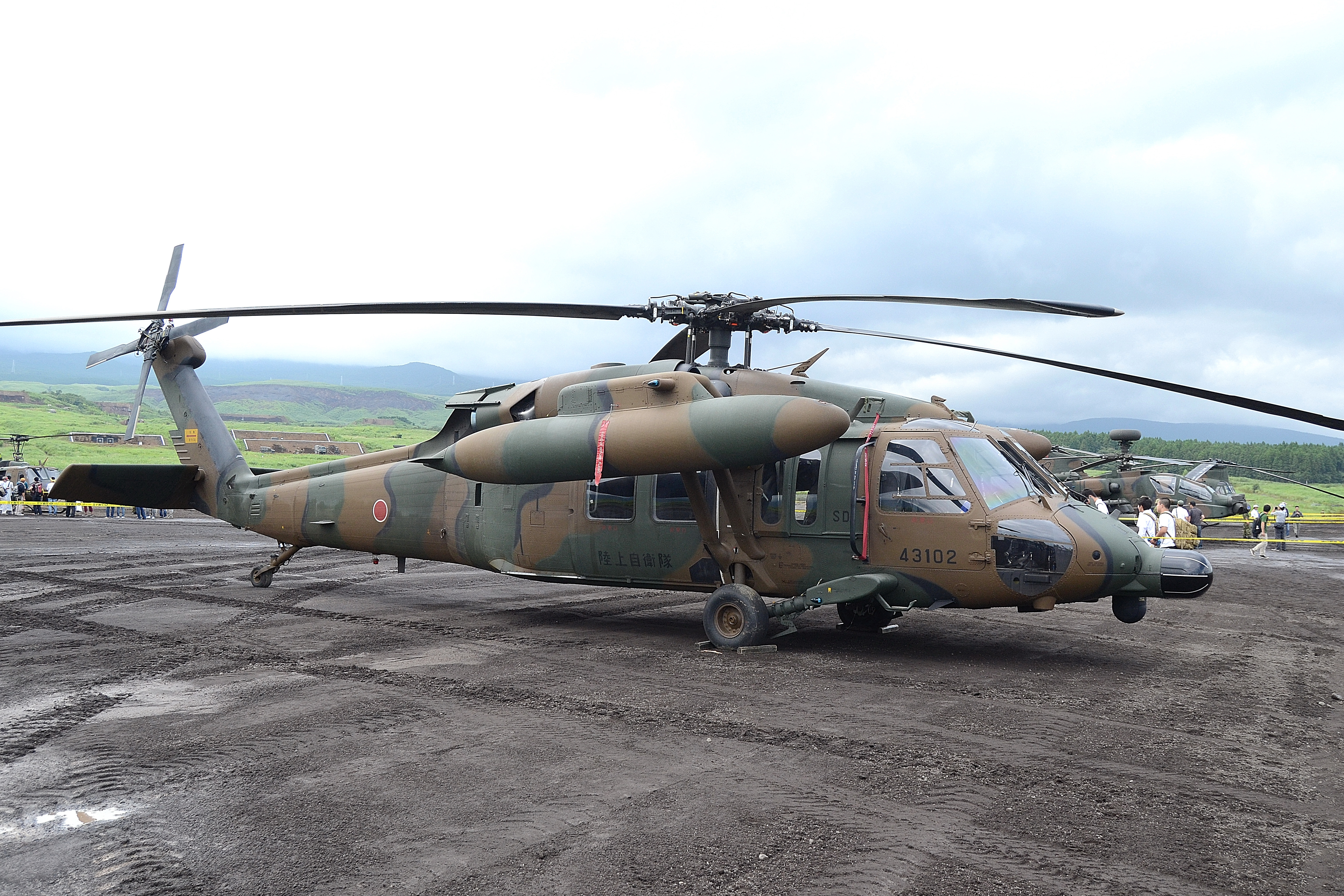
陸上自衛隊のUH-60JA
ローターマスト前方にあるアンテナ状のものはワイヤー・カッター

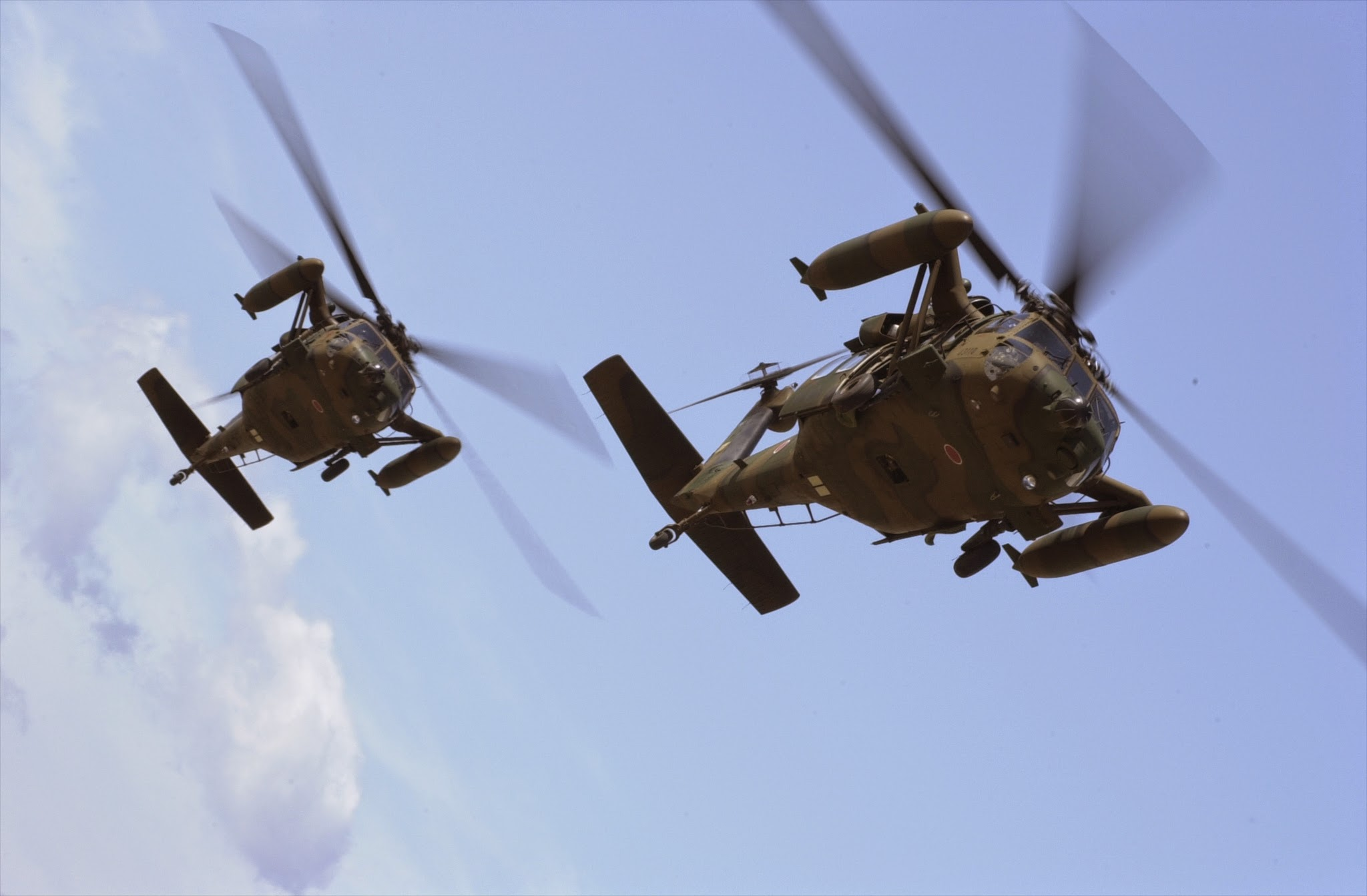

1995年（平成7年）度予算から調達を開始し2013年（平成25年）度補正予算までに40機の予算を計上している。2025年（令和7年）3月末時点の保有機数は39機。
航空輸送を始めとする各種任務に使用されることから、赤外線暗視装置（FLIR）、航法気象レーダー、GPSや慣性航法装置による自動操縦機能に加えて、エンジンの排気口へ装着された赤外線排出抑制装置（HIRSS）やワイヤー・カッター（進路を妨げる電線やワイヤートラップなどを切断する）、チャフ・ディスペンサー、IRジャマーを追加装備し、燃料容量を増加して航続距離を1,295キロメートルに延長している。装備や燃料は増えたが、全備重量は9トンと削減されている。UH-60Jから変更点が多く、三菱重工ではUH-60Jとは別ページで紹介している。
フライトデータレコーダーについては、UH-60Jでは機体外部右側面に自動分離・浮上式のものが装備されているのに対し、UH-60JAでは機体内部後方への設置となっている
当初、現在使用中であるUH-1Hの後継機として置き換える計画だったが、UH-60JA（約37億円）が大変高価なためにUH-1J（約12億円）とハイローミックスする計画に変更した。
武装に関してはアメリカ陸軍同様に、対戦車ミサイルランチャー、ロケット弾ポッド、ガンポッドなどを装備する計画だったが、予算の関係で見送られ増槽装備のみに止まる。状況に応じてキャビンドアに12.7mm重機関銃M2を、5.56mm機関銃MINIMIをキャビンドアとガナーズドアに搭載し、ドアガンとして運用することができる。2008年（平成20年）3月、キャビン内左右に機関銃を固定装備化した「ドアガン飛龍」（「飛龍」は陸上自衛隊におけるUH-60JAのコールサイン）が第1ヘリコプター団に登場した。
公式愛称はブラックホークであるが、海空と同じくロクマルの通称で呼ばれることが多い。
配備部隊・機関
陸上自衛隊航空学校
- 第2教育部（明野駐屯地）
- 霞ヶ浦校（霞ヶ浦駐屯地）
- 飛行教導隊（明野駐屯地）

陸上総隊
- 第1ヘリコプター団 第102飛行隊（木更津駐屯地）

東部方面隊
- 第12旅団
  - 第12ヘリコプター隊 第1飛行隊（北宇都宮駐屯地）

西部方面隊
- 西部方面航空隊
  - 西部方面ヘリコプター隊 第1飛行隊（目達原駐屯地）

- 第8師団
  - 第8飛行隊（高遊原分屯地）

- 第15旅団
  - 第15ヘリコプター隊 第1飛行隊（那覇駐屯地）

## 調達数
| 予算計上年度         | 陸自  | 海自    | 空自    |
| -------------------- | ----- | ------- | ------- |
| 昭和63年度（1988年） | -     | -       | 3機     |
| 平成元年度（1989年） | -     | 3機     | 2機     |
| 平成2年度（1990年）  | -     | 0機     | 2機     |
| 平成3年度（1991年）  | -     | 3機     | 4機     |
| 平成4年度（1992年）  | -     | 2機     | 2機     |
| 平成5年度（1993年）  | -     | 2機     | 1機     |
| 平成6年度（1994年）  | -     | 1機     | 2機     |
| 平成7年度（1995年）  | 2機   | 1機     | 2機     |
| 平成8年度（1996年）  | 4機   | 2機     | 1機     |
| 平成9年度（1997年）  | 4機   | 2機     | 3機     |
| 平成10年度（1998年） | 5機   | 2機     | 2機     |
| 平成11年度（1999年） | 3機   | 0機     | 2機     |
| 平成12年度（2000年） | 3機   | 0機     | 2機     |
| 平成13年度（2001年） | 2機   | 1機     | 2機     |
| 平成14年度（2002年） | 2機   | -       | 1機     |
| 平成15年度（2003年） | 1機   | -       | 2機     |
| 平成16年度（2004年） | 1機   | -       | 2機     |
| 平成17年度（2005年） | 1機   | -       | 2機     |
| 平成18年度（2006年） | 1機   | -       | 2機     |
| 平成19年度（2007年） | 0機   | -       | 2機     |
| 平成20年度（2008年） | 1機   | -       | 1機     |
| 平成21年度（2009年） | 1機   | -       | 0機     |
| 平成22年度（2010年） | 3機   | -       | 0機     |
| 平成23年度（2011年） | 2機   | -       | 3機+1機 |
| 平成24年度（2012年） | 1+1機 | -       | 0+2機   |
| 平成25年度（2013年） | 1+1機 | -       | 0機     |
| 平成26年度（2014年） | 0機   | -       | 3機     |
| 平成27年度（2015年） | 0機   | -       | 1機     |
| 平成28年度（2016年） | 0機   | -       | 8機     |
| 平成29年度（2017年） | 0機   | -       | 0機     |
| 平成30年度（2018年） | 0機   | -       | 0機     |
| 平成31年度（2019年） | 0機   | -       | 0機     |
| 令和2年度（2020年）  | 0機   | （2機） | 3機     |
| 令和3年度（2021年）  | 0機   | （1機） | 5機     |
| 令和4年度（2022年）  | 0機   | （2機） | 0機     |
| 令和5年度（2023年）  | 0機   | 0機     | 12機    |
| 合計                 | 40機  | 19機    | 79機    |

## 事故
- 1994年（平成6年）12月2日、航空自衛隊千歳救難隊所属のUH-60J（28-4554号機）が災害派遣に伴う急患搬送任務のため奥尻島へ向け飛行中、遊楽部岳に墜落、乗員5名が殉職した[30]。
- 2017年（平成29年）10月17日18時2分ごろ、航空自衛隊浜松救難隊所属のUH-60J（58-4596号機）が乗組員装着型暗視装置を使用した夜間飛行訓練のため浜松基地の南約31キロメートルの洋上を飛行中、光量不足による暗視装置の視認性低下と計器の表示遅れの影響で機長が空間識失調に陥り、過大な降下率のまま降下を継続、高度警報にも対応できず墜落した。4人中殉職者は3名、行方不明者は1名だった[31]。
- 2023年（令和5年）4月6日15時56分頃、宮古島周辺を飛行していた陸上自衛隊第8飛行隊所属のUH-60JA (43106) の機影がレーダーから消失した。同機には3月30日に着任したばかりの第8師団長の坂本雄一陸将を含め10人が搭乗し、空から地上の様子を確認する航空偵察の任務に就いていた。事故発生直後、航空自衛隊および海上保安庁が初動の捜索を行っていた[32][33][34][35]、捜索により海上保安庁の巡視船が「陸上自衛隊」と表記のある未展開状態の救命ボートを見つけており、その他にも機体のローター部やスライドドアと思われる残骸を発見した[36][37][38]。4月13日に掃海艦えたじまが海底にヘリの機体のようなものが沈んでいるのを発見し[39][40]、5月2日に民間サルベージ会社の作業船が機体を引き揚げた[41]。捜索の結果、坂本ら6人の遺体が収容され[41]、残り4人についても陸上自衛隊は死亡したと判断し、公表した[42]。

## 性能・主要諸元 (UH-60J 航空自衛隊仕様)
出典: 特記以外は航空自衛隊公式ウェブサイト
諸元
- 乗員: 5名
- 全長: 19.76m（全幅= 5.43m）
- 全高: 5.13m
- ローター直径: 16.36m
- 運用時重量: 9,900kg[43]
- 最大離陸重量: 11,100kg[8]
- 動力: GE/IHI T700-IHI-401C ターボシャフト、 （1,662shp（連続）、1,800shp（離昇））   × 2

性能
- 最大速度: 約265km/h=M0.22 （143kt）
- 巡航速度: 約235km/h=M0.19 （127kt）
- フェリー飛行時航続距離: 2,200km[8]
- 航続距離: 約1,295km
- 実用上昇限度: 約4,000m （13,500ft）

武装
- ドアに12.7mm重機関銃M2、両側面の窓に5.56mm機関銃MINIMIを装備可能
- 固定武装: なし

## 登場作品

### 映画・テレビドラマ
『MM9-MONSTER MAGNITUDE-』
第13話に陸上自衛隊のUH-60JAが登場。本栖湖への怪獣1号フルドネラ出現に際し出動しており、気象庁特異生物部対策課（気特対）に所属する主人公らも搭乗している。
『S -最後の警官- 奪還 RECOVERY OF OUR FUTURE』
冒頭の警察・自衛隊合同訓練と終盤の「第2あかつき丸」突入作戦の際に、コールサイン「ハマー4-7」をはじめとする航空自衛隊のUH-60Jが3機登場。登場人物の1人から「UH-60Jの性能は国内ではダントツ」と紹介される。航空自衛隊の協力により、実機が撮影に使用されている。
『THE DAYS』
第8話に陸上自衛隊のUH-60JAが登場。福島第一原子力発電所事故の発生を受け、福島第一原子力発電所上空の放射線量を計測すべく偵察を行い、帰投する。
『THE突破ファイル』
再現ドラマにて、航空自衛隊航空救難隊のUH-60Jが救助に登場する。
『インハンド』
第11話に陸上自衛隊のUH-60JAが登場。新型エボラウイルスの感染拡大によって封鎖された栃木県相羽村に派遣されている。
『ウルトラシリーズ』
『ULTRAMAN』
航空自衛隊百里救難隊所属のUH-60Jが登場。赤い発光体と衝突し、館山の山中に墜落した主人公のF-15Jの調査に向かう。
『シン・ウルトラマン』
陸上自衛隊のUH-60JAが登場。主人公ら禍威獣特設対策室（禍特対）専従班のメンバーを、ネロンガ出現を受けて首都圏郊外に設置された現地合同対策本部まで輸送する。

『神さまの言うとおり』
UH-60JAが登場。東京上空を飛行する謎の立方体を追跡する。
『ゴジラ・モスラ・キングギドラ 大怪獣総攻撃』
防衛軍の滝ヶ原基地所属機として登場。山梨県本栖警察署付近から地上に出現したバラゴンを、バラゴンが箱根でゴジラに倒されるまで追跡する。
『最終兵器彼女』
陸上自衛隊のUH-60JAが登場。敵側各国軍との戦闘に参加している。
『空飛ぶ広報室』
航空自衛隊のUH-60Jが登場。第1話では、百里基地にて百里救難隊所属機が架空のテレビドラマ『報道記者、走る!』の撮影に協力する。第7話では、茨城県筑穂山で発生した山岳救助事案を受け、百里救難隊所属機がU-125Aとともに出動する。第11話では、松島基地を拠点とした東日本大震災時の救援活動が描写されている。
『空へ-救いの翼 RESCUE WINGS-』
主人公である女性初の救難ヘリコプターのパイロットが乗り込む航空機として、洋上迷彩が施された航空自衛隊小松基地の救難隊に所属するUH-60Jが登場。コールサインは「ヘリオス」。
『図書館戦争』
関東図書隊の装備としてUH-60JAが登場。撮影には陸上自衛隊の実機が使われており、図書隊のマークが描かれている。
『日本沈没』シリーズ
『日本沈没』（2006年版）
ラストシーンにて、航空自衛隊のUH-60Jが登場。「日本沈没」の進行が停止した後、ハイパーレスキュー隊員を乗せて富士山裾野付近に赴き、土砂崩れと水没で道路が寸断され孤立していた避難民を救助する。
『日本沈没-希望のひと-』
第5話に航空自衛隊のUH-60Jが登場。関東沿岸部の沈没に伴い水没した東京都心へ派遣されている。

『マリと子犬の物語』
陸上自衛隊第12旅団所属のUH-60JAが登場。新潟県中越地震の被災状況を上空から観測するとともに、偵察班を現地へ輸送する。
『リコカツ』
航空自衛隊のUH-60Jが登場する。
『PJ～航空救難団～』
　航空自衛隊小牧基地所属のUH-60Jが登場。

### アニメ・漫画
『S -最後の警官-』
航空自衛隊のUH-60Jが登場。「第2あかつき丸」突入作戦時に悪天候のため飛行できない警察および海上保安庁航空隊のヘリに代わり、主人公ら突入部隊を「第2あかつき丸」まで輸送する。
『アイアムアヒーロー in OSAKA』
海上自衛隊のUH-60Jが登場。冒頭にて、ZQNが溢れる大阪の上空を3機が通過していく。
『学園黙示録 HIGHSCHOOL OF THE DEAD』
陸上自衛隊のUH-60JAが、主人公たちが通う高校の上空を通過していく。
『空母いぶき』
陸上自衛隊のUH-60JAが那覇駐屯地の上空を飛行している。
『劇場版 そらのおとしもの 時計じかけの哀女神』
冒頭にて空見町に現れた巨大ニワトリに対処すべく登場する。
『航空自衛隊小松基地救難隊 RESCUE WINGS』
航空自衛隊小松救難隊所属機のUH-60Jが、主人公である女性初の救難ヘリコプターパイロットが乗る機体として登場する。
『続・戦国自衛隊』
戦国時代にタイムスリップした自衛隊の装備として、UH-60JAが漫画版では2機、小説版では1機登場。隊員や車両の輸送や偵察、機銃掃射による地上部隊の掩護などに使用される。
『地球防衛企業ダイ・ガード』
国連安全保障軍に参加した機体が度々登場する。
『名探偵コナン』
単行本91巻で静岡県警の要請で鵺捕獲作戦に出動した自衛隊がUH-60Jを使用。コナンは現場が静岡である事から浜松基地の空自機だと推測した。同話をアニメ化した第874話でも登場する。
『やわらか戦車』
第48話と第53話に陸上自衛隊のUH-60JAが登場。
『よみがえる空 -RESCUE WINGS-』
航空自衛隊小松救難隊に配属された主人公がパイロットを務める機体として、UH-60Jが登場。

### 小説
『MM9』
第5話に海上自衛隊下総航空基地所属のUH-60Jが登場。等身大状態の少女型怪獣ヒメを阪神地区へ運ぼうとするが、小牧基地で燃料補給中にヒメが機内で暴れたため損傷してしまう。
『イリヤの空、UFOの夏』
自衛軍所属機として登場。第4巻の終盤（テレビアニメ版第6話）にて、主人公を園原中学校からアメリカ海軍の原子力空母「タイコンデロガ」へと空輸する。
『海の底』
海上自衛隊館山救難飛行隊所属のUH-60Jが登場。横須賀甲殻類襲来事件によって孤立したおやしお型潜水艦「きりしお」の船内に取り残された民間人の救助を、事件発生3日目と6日目に試みる。
『学園キノ』
第4巻に航空自衛隊千歳基地所属のUH-60Jが登場。美老婆銃士ヴァヴァア・ザ・スーパーが北海道から東京までの移動手段として使用する。
『交戦規則 ROE』
黒崎視音の小説。陸上自衛隊機が登場。特殊作戦群とともに墜落機から生存者を救助しようとするが、北朝鮮工作員の銃撃により機体が損傷したことで退避し、UH-1Jと交代する。
『死都日本』
自衛隊の装備として、UH-60Jに強力な吸気濾過装置を搭載し火山灰対策改造を施したという設定の架空機「FH-60」が登場。加久藤火山の破局噴火に際してはおおすみ型輸送艦と新田原基地に配備され、「K作戦」の一環として九州南部からの避難民輸送や捜索救難、主人公らの東京への移送に使用される。
『征途』
第3巻に海上自衛隊のUH-60Jが登場。湾岸戦争時にペルシャ湾へ派遣された超大型護衛艦「やまと」まで、取材に赴く福田定一退役陸将補を輸送する。
『戦国自衛隊1549』
戦国時代にタイムスリップした第三特別実験中隊の装備としてUH-60JAが登場。後にロメオ隊が奪取して使用する。
『天空の蜂』
航空自衛隊のUH-60Jが登場。高速増殖原型炉「新陽」上空でホバリングするCH-5XJ「ビッグB」の機内に取り残された子供を救助するほか、終盤にも再登場する。
『図書館戦争』
小説・漫画・アニメ版ともに、関東図書隊の装備としてUH-60JAが登場。自衛隊からの払い下げ品という設定で1機が運用されている。アニメ版では良化特務機関も運用しているほか、劇場アニメーションではCGモデルを流用する形で原発を襲撃したテロリスト機役としても登場している。
『日本北朝鮮戦争 竹島沖大空海戦』
陸上自衛隊敦賀原発防衛部隊の増援としてUH-60JAが1機登場し、敗走する北朝鮮工作員の目の前に堂々と着陸し、増援の自衛隊員15人を降着させ、北朝鮮工作員を挟撃する。
『日本国召喚』
陸上自衛隊第1ヘリコプター団所属のUH-60JAが登場。ロウリア王捕縛作戦に投入され、ドアガンで敵兵を排除した後、第1空挺団をラペリング降下させる。漫画版では城塞都市エジェイを包囲したロウリア兵らに撤退を促すビラを空中から散布する。
『ピノキオ急襲』
陸上自衛隊のUH-60JAが特殊部隊「サイレント・コア」の移動に使用されるが、ロボット兵士「ピノキオ」に対物ライフルでエンジンを狙撃され、墜落してしまう。
『謀殺のチェス・ゲーム』
UH-60をベースに日本が独自開発したという設定の架空の攻撃ヘリコプターが登場。防衛庁長官直轄の実験航空隊所属機として登場し、何者かに強奪された新型哨戒飛行艇PS-8の追跡に使用される。
『ルーントルーパーズ 自衛隊漂流戦記』
異世界に飛ばされた自衛隊の装備としてUH-60JAが登場。駐機中にドラゴンに襲われ、1機が大破してしまう。

### ゲーム
『World War Z』
東京編にUH-60JAが登場。いずも型護衛艦「いずも」に艦載されている。船内で感染者が発生したことを受け、東京からカムチャッカへ避難民を運ぶクルーズ客船「JEWEL OF THE PACIFIC」の上空に展開し、ドアガンによる航空支援を行う。
『メモリア』
プロローグに登場。冬陽市の岩崎山への未確認物体の出現に際し出動し、数機が未確認物体「ゲート」の周囲を飛行している。
『龍が如く OF THE END』
自衛隊所属機として、UH-60JAを元にした架空仕様機が登場。テール周りのデザインがフェネストロンを備えた形に変更されている。ゾンビが蔓延した新宿区神室町上空に展開しており、最終章では、ミレニアムタワー屋上でオオイカヅチと交戦する桐生一馬を支援すべく、MK3手榴弾と01式軽対戦車誘導弾を投下するが、その直後にオオイカヅチの腕が接触し墜落する。